# Litoria nigropunctata
Litoria nigropunctata – gatunek płaza bezogonowego z podrodziny Pelodryadinae w obrębie rodziny rzekotkowatych (Hylidae).

## Taksonomia
Sądzi się, że Litoria nigropunctata nie jest jednym gatunkiem płaza, ale zbiorem blisko spokrewnionych ze sobą gatunków.

## Występowanie
Zwierzę występuje na Nowej Gwinei, na terytoriach zarówno Indonezji, jak i Papui-Nowej Gwinei; jest szeroko rozprzestrzenione w północnej części wyspy, ale występuje też na co najmniej jednym stanowisku na południe od Gór Centralnych. Wśród miejsc jego życia wymienia się także sąsiednie wyspy, w tym Gebe i Yapen. Nie występuje wyżej niż 1000 metrów nad poziomem morza.
Bytuje w okolicy niewielkich cichych strumyków i cieków wodnych w lesie tropikalnym.

## Status
Występuje obficie. Liczebność utrzymuje się na stałym poziomie.